# مصر في الألعاب الأولمبية الصيفية 2000
نافست مصر في دورة الألعاب الأولمبية الصيفية 2000 في سيدني، البرازيل بوفد رياضي قوامه 89 مشارك.